# Tarzan legendája (film, 2016)
A Tarzan legendája (eredeti cím: The Legend of Tarzan) 2016-ban bemutatott amerikai kalandfilm, amely Edgar Rice Burroughs kitalált karaktere alapján készült. A filmet Adam Cozad és Craig Brewer forgatókönyvéből David Yates rendezett. A főszerepet Alexander Skarsgård, Samuel L. Jackson, Margot Robbie, Djimon Hounsou, Jim Broadbent és Christoph Waltz alakítja.
Világpremierje 2016. június 29-én volt a Los Angeles-i Dolby színházban, majd az Amerikai Egyesült Államokban 2016. július 1-én mutatta be a Warner Bros. Pictures – 2D, 3D, IMAX és IMAX 3D változatban. Magyarországon egy nappal hamarabb szinkronizálva, június 30-án debütált az InterCom Zrt. forgalmazásában.
Bevételi szempontból sikeresen teljesített; a 180 millió dolláros költségvetésével szemben, összesen több mint 356,5 millió dollárt gyűjtött. Általánosságban vegyes véleményeket kapott a kritikusoktól. A Metacritic oldalán a film értékelése 44% a 100-ból, ami 41 véleményen alapul. A Rotten Tomatoeson a Tarzan legendája 36%-os minősítést kapott, 224 értékelés alapján.
Forgatása 2014. június 21-én kezdődött a Warner Bros. Leavesden Studios-ban, és négy hónappal később, október 3-án fejeződött be.

## Szereposztás
| Szerep                     | Színész             | Magyar hang      |
| -------------------------- | ------------------- | ---------------- |
| Tarzan / John Clayton      | Alexander Skarsgård | Nagy Ervin       |
| Léon Rom kapitány          | Christoph Waltz     | Csankó Zoltán    |
| George Washington Williams | Samuel L. Jackson   | Kőszegi Ákos     |
| Jane Porter Clayton        | Margot Robbie       | Peller Mariann   |
| Mbonga főtörzs             | Djimon Hounsou      | Debreczeny Csaba |
| Miniszterelnök             | Jim Broadbent       | Harsányi Gábor   |
| Mr. Frum                   | Simon Russell Beale | Ujréti László    |
| Kerchover kapitány         | Casper Crump        | Epres Attila     |
| Wasimbu                    | Sidney Ralitsoele   | Orosz Ákos       |
| Kwete                      | Osy Ikhile          | Papp Dániel      |

## Elismerések
| Díj                                | Ceremónia dátuma   | Kategória                                                     | Részes(ek)                                          | Eredmény | Referencia  |
| ---------------------------------- | ------------------ | ------------------------------------------------------------- | --------------------------------------------------- | -------- | ----------- |
| Alliance of Women Film Journalists | 2016. december 21. | Színésznő, akinek a legnagyobb szüksége lenne egy új ügynökre | Margot Robbie (Suicide Squad – Öngyilkos osztag is) | Jelölve  | [ 6 ] [ 7 ] |
| Jupiter-díj                        | 2017. március 29.  | Legjobb Nemzetközi színésznő                                  | Margot Robbie                                       | Jelölve  | [ 8 ]       |
| Szaturnusz-díj                     | 2017. június 28.   | Legjobb akció- vagy kalandfilm                                | Tarzan legendája                                    | Jelölve  | [ 9 ]       |

## Filmzene
| 1.    | Opar                   | Zoe Mthiyane | 3:28 |
| 2.    | Diamonds               |              | 4:50 |
| 3.    | Togetherness           |              | 1:44 |
| 4.    | Steamer and Butterfly  |              | 2:40 |
| 5.    | Orphaned               |              | 2:46 |
| 6.    | Returning Home         |              | 4:01 |
| 7.    | Campfire               |              | 2:40 |
| 8.    | Tarzan and Jane        |              | 3:39 |
| 9.    | Village Ambush         |              | 4:41 |
| 10.   | Catching the Train     |              | 2:16 |
| 11.   | Rom's Plan             |              | 2:11 |
| 12.   | Akut Fight             |              | 2:16 |
| 13.   | Elephants in the Night |              | 3:12 |
| 14.   | Jane Escapes           |              | 2:44 |
| 15.   | Jungle Shooting        |              | 2:41 |
| 16.   | Kala's Death           |              | 5:15 |
| 17.   | Where Was Your Honor?  |              | 2:29 |
| 18.   | Boma Port              |              | 4:04 |
| 19.   | Stampede               |              | 4:33 |
| 20.   | On the Boat            |              | 3:10 |
| 21.   | The Legend of Tarzan   |              | 2:36 |
| 22.   | Better Love            | Hozier       | 3:23 |
| 71:19 |                        |              |      |

### Médiakiadás
A film az Amerikai Egyesült Államokban 2016. október 11-én jelent meg hagyományos formátumokban, mint Blu-ray, DVD és 4K Blu-ray, Magyarországon pedig 2016. november 9-én jelent meg.